# Cabanac-et-Villagrains
Cabanac-et-Villagrains is een gemeente in het Franse departement Gironde (regio Nouvelle-Aquitaine). De plaats maakt deel uit van het arrondissement Bordeaux. Cabanac-et-Villagrains telde op 1 januari 2022 2.400 inwoners.

## Geografie
De oppervlakte van Cabanac-et-Villagrains bedroeg op 1 januari 2022 69 vierkante kilometer; de bevolkingsdichtheid was toen 34,8 inwoners per km².

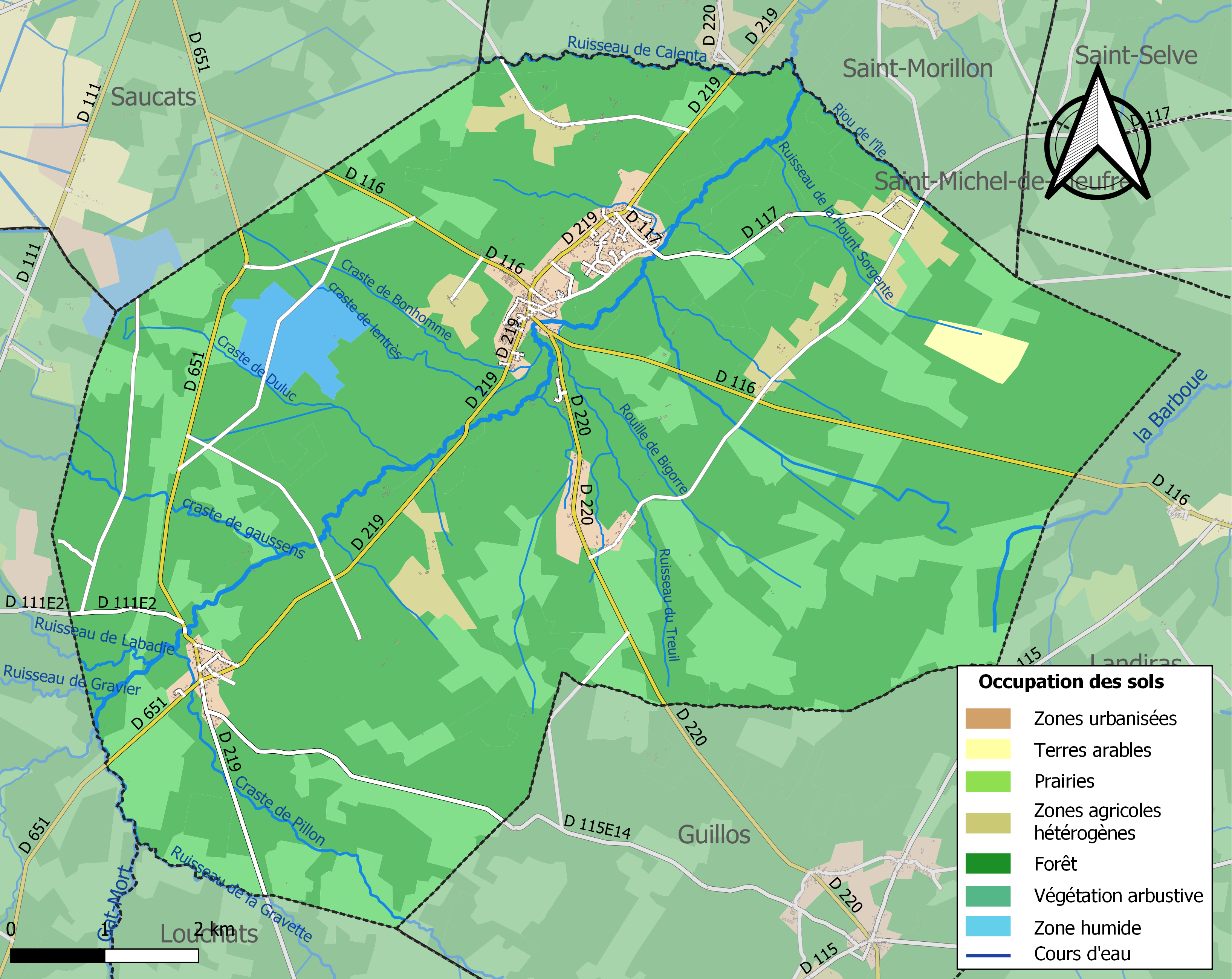
Kaart van de gemeente met belangrijkste infrastructuur, bodemgebruik en omliggende gemeenten

## Demografie
Onderstaande figuur toont het verloop van het inwonertal (bron: INSEE-tellingen).